# Engraulidae

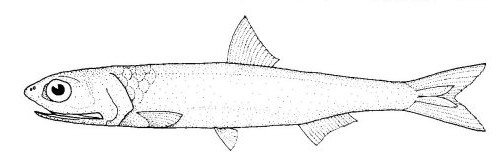
Engraulis australis

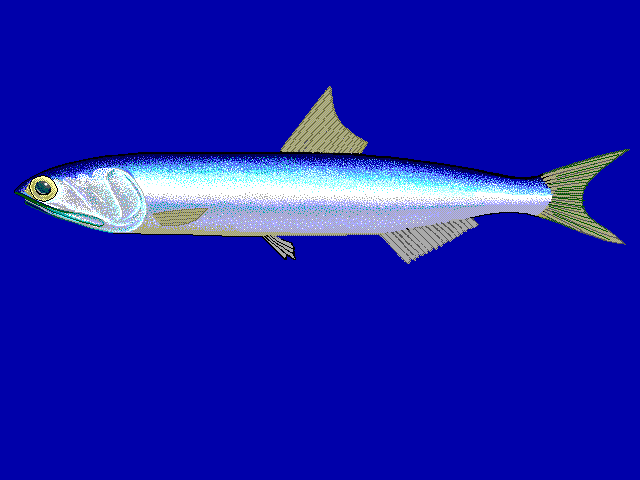
Engraulis ringens

La famiglia Engraulidae comprende oltre 140 specie di pesci d'acqua dolce e salata appartenenti all'ordine Clupeiformes, volgarmente note come alici o acciughe. 

## Distribuzione e habitat
Questi pesci sono molto comuni in tutti i mari caldi e temperati ed alcune specie sono diffuse anche nelle acque dolci delle regioni tropicali. Nei mari europei e nel mar Mediterraneo è presente una sola specie, l'acciuga o alice.

Hanno, nella quasi totalità dei casi, abitudini pelagiche, si trovano sia sottocosta che in alto mare.

## Descrizione
Hanno aspetto abbastanza dissimile rispetto ai clupeidi, pesci a cui sono molto spesso associati nei banchi. Hanno infatti una bocca assai più grande, che spesso supera di un buon tratto l'occhio, con mascella superiore prominente e molto più lunga rispetto all'inferiore. Sono presenti molti piccoli denti. L'occhio è grande o molto grande, posto in posizione molto avanzata ed ha una palpebra trasparente. Le scaglie sono piccole e cadono con grande facilità con il solo prendere in mano il pesce. La pinna caudale di solito è forcuta ma in alcune specie di acqua dolce o dei mari tropicali può essere molto ridotta; in queste specie la pinna anale è molto lunga. La pinna dorsale è unica, le pinne pettorali sono inserite in basso, le pinne ventrali sono poste molto indietro.

Le specie di mare sono quasi costantemente di colore argentato o blu metallico.

La taglia di questi pesci è piccola o molto piccola.

## Alimentazione
La stragrande maggioranza delle specie è planctofaga; la comune acciuga si ciba soprattutto di copepodi ed altri piccoli crostacei planctonici.

## Riproduzione
Le uova sono piccolissime, pelagiche e molto numerose. Le larve che se ne schiudono hanno le stesse abitudini pelagiche e gregarie degli adulti.

## Biologia
Tutte le specie sono gregarie e formano fittissimi banchi, spesso di enormi dimensioni e molto spesso frammisti a clupeidi. L'acciuga si trova spesso assieme alle sardine, alle alacce o alle papaline.

## Pesca
Questi pesci hanno una fondamentale importanza per la pesca professionale di molte parti del mondo. Le tecniche di pesca, di solito con l'uso di reti da circuizione, non differiscono da quelle in uso per catturare i clupeidi. Nei mari italiani l'acciuga è una delle specie più pescate. Le carni sono buone e molto nutrienti, simili a quelle dei clupeidi ma, almeno per quanto riguarda la specie mediterranea, ancora più apprezzate. Quest'ultima specie è stata oggetto negli ultimi decenni di pesca intensiva, ed è apprezzata come alimento fin dall'antichità, poiché si conserva molto bene sott'olio, in salamoia (acciughe sotto sale), o sotto forma di pasta d'acciughe ed è quindi facilmente commerciabile e trasportabile. Presenta inoltre tutte le ottime caratteristiche nutrizionali del pesce azzurro, senza il problema del bioaccumulo di mercurio, per via della sua piccola taglia.

## Importanza ecologica
Gli engraulidi ed i clupeidi sono importanti anelli della catena alimentare marina, cibo di pesci più grandi come tonni, marlin e pesci spada, cetacei, uccelli marini e predatori di ogni sorta.